# Kellinghusens Park

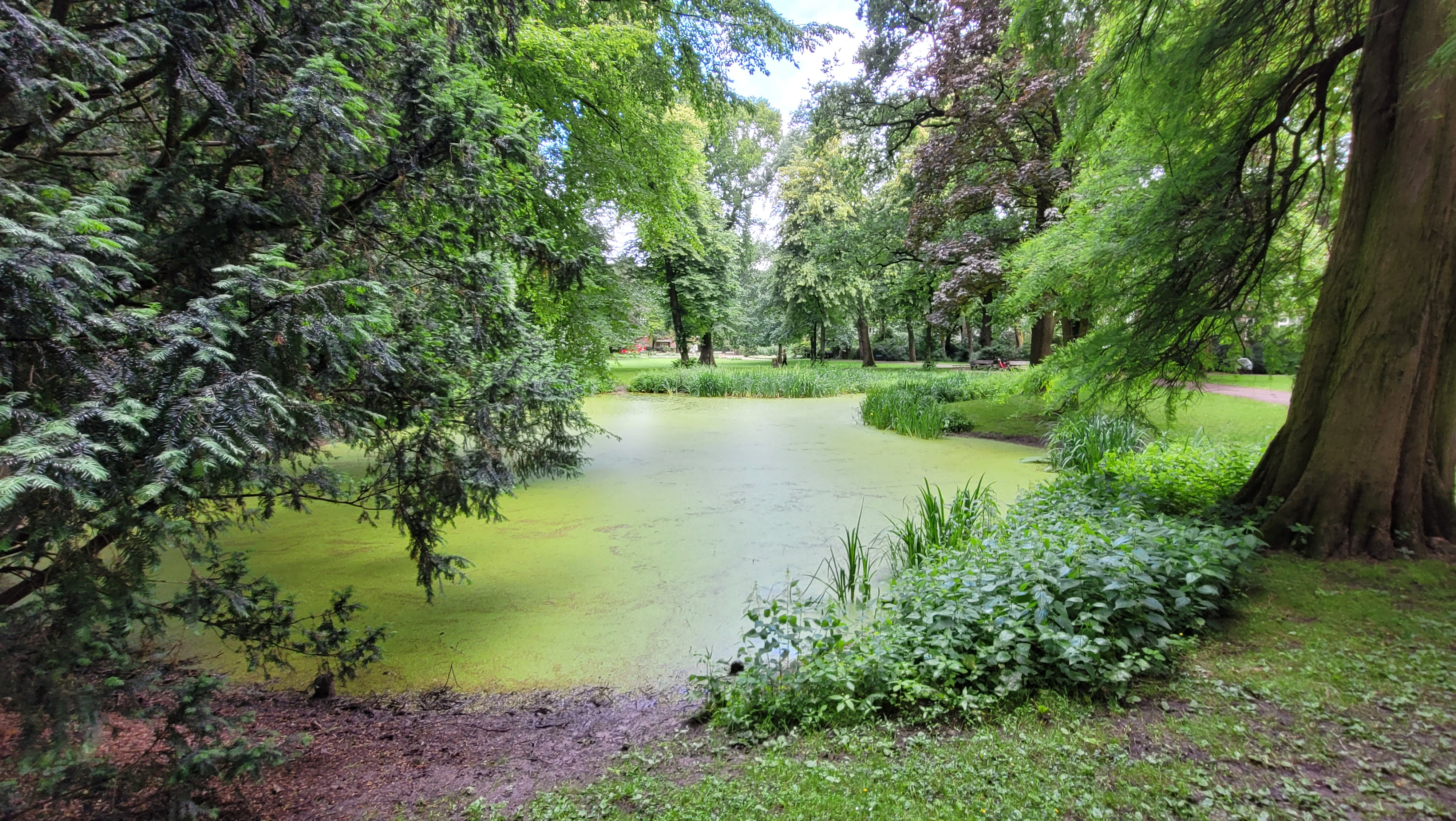
Kellinghusens Park

Kellinghusens Park (ugs. auch Kellinghusenpark) ist eine ca. 2,5 Hektar große Parkanlage im Hamburger Stadtteil Eppendorf.
Der Park ist nach dem einstigen Hamburger Bürgermeister Heinrich Kellinghusen benannt, der 1842 das Areal von dem Kaufmann Johann Paul Friedrich Dankert erwarb. Eine Parkanlage ist an dieser Stelle aber bereits in einer Karte von 1774 verzeichnet. Die Stadt Hamburg erwarb das Anwesen 1925 von den Erben Kellinghusens. Ursprünglich war geplant, die gesamte Parkfläche aufzusiedeln und mit Wohnhäusern zu bebauen, ein entsprechender Bebauungsplan war bereits verabschiedet. Wegen des bedeutenden Baumbestandes – es ging unter anderem um eine etwa 300 Jahre alte Blutbuche, einen indischen Tulpenbaum und eine heute noch stehende Sumpfzypresse – lehnte der Direktor des Hamburger Gartenbauwesens Otto Linne diese Planungen der Finanzdeputation ab. Es gelang ihm auch, Oberbaudirektor Fritz Schumacher auf seine Seite zu ziehen. So wurde der Park 1929 nach den Entwürfen der Hamburger Architekten Hans und Oskar Gerson sowie Robert Friedmann angelegt. 
Einst als Park für ältere Menschen gedacht, wurden damalige Pläne für einen Kinderspielplatz wegen Lärmbelästigung verworfen. Heute gibt es einen Kinderspielplatz am Eingang nahe der U-Bahn-Station Kellinghusenstraße. Der Teich am Eingang zum Loehrsweg ist der Rest eines früher deutlich größeren Fischteichs.
In den 1930er Jahren kam eine kleine Bauernkate hinzu. Seit 1996 nutzt der Bund für Umwelt und Naturschutz Deutschland das früher als Kuhstall verwendete Reetdachhaus für die Jugendarbeit des Verbandes. Es wurde mehrfach (1937, 1987 und 2014) durch Feuer zerstört, aber jeweils wieder aufgebaut.

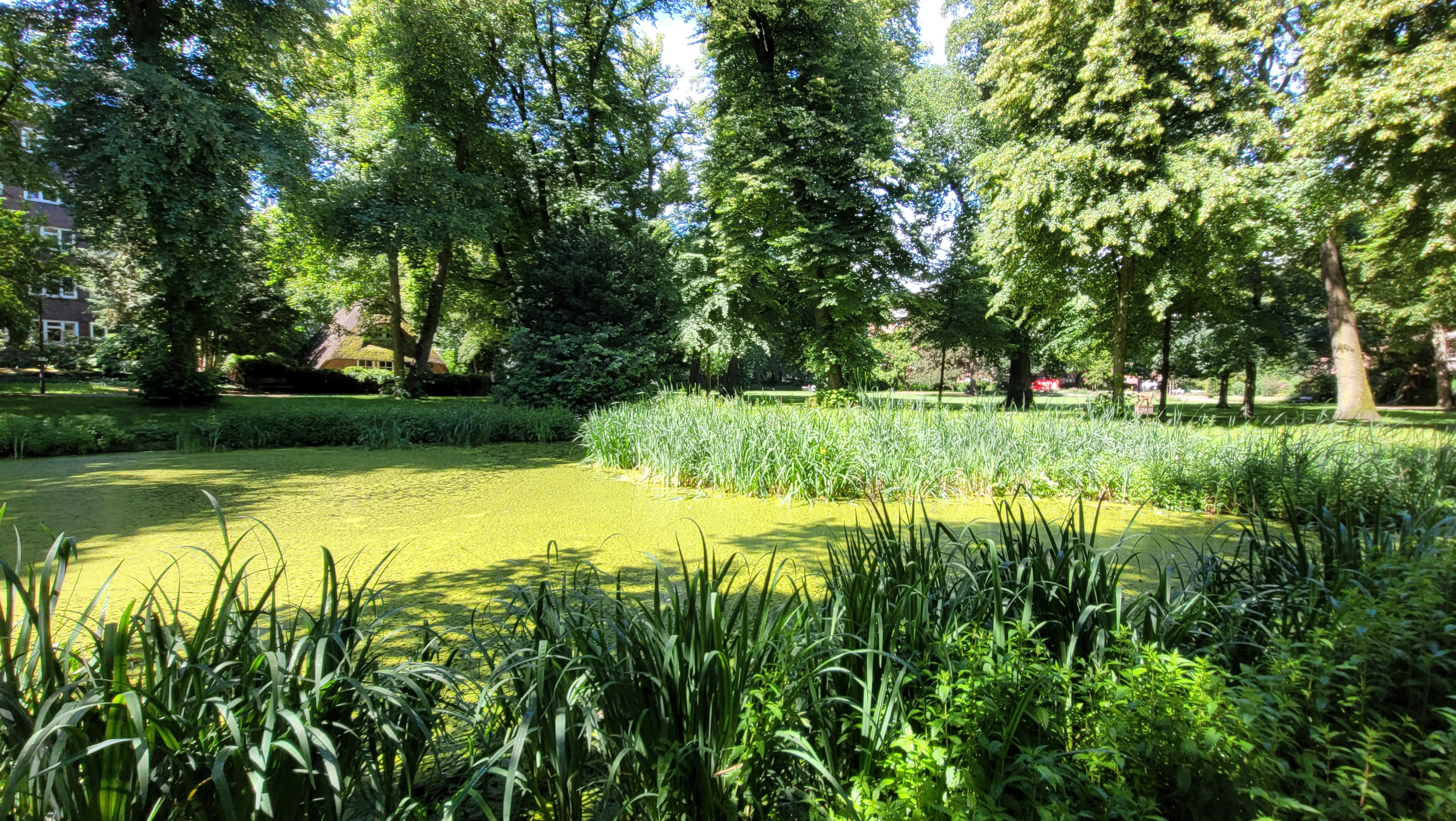
"Kleiner Ententeich" im Kellinghusens Park mit Bauernkate im Hintergrund.
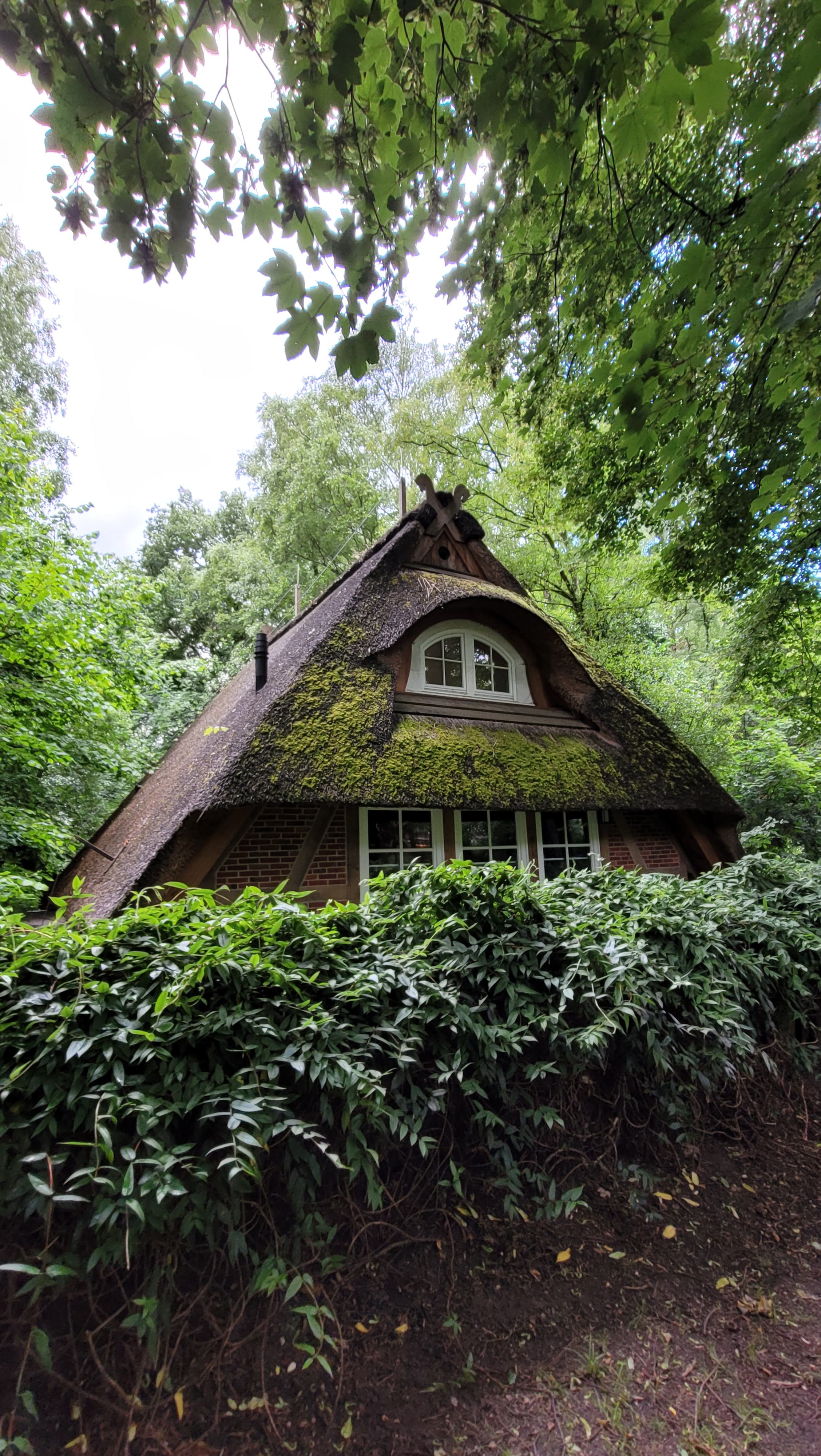
Bauernkate
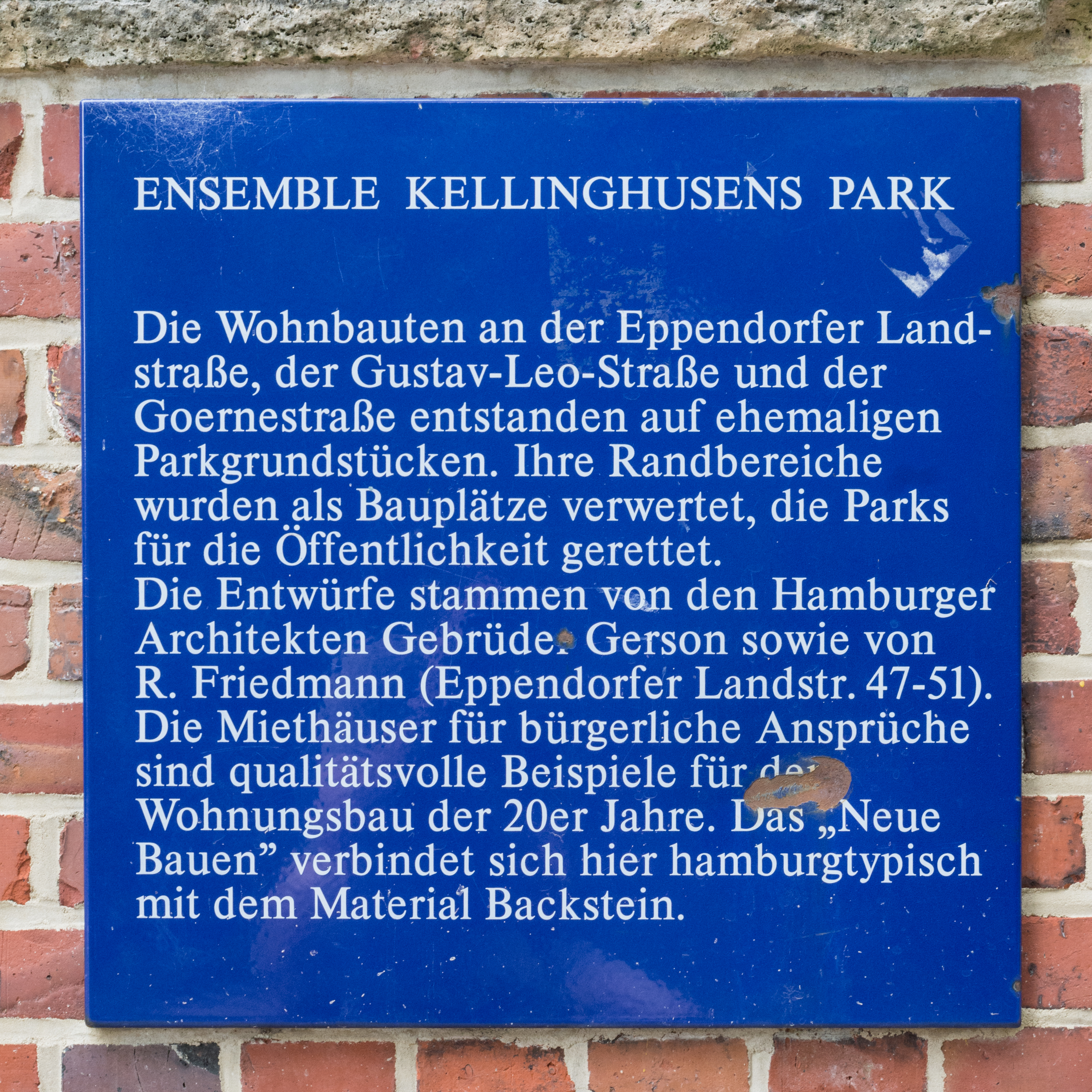
Info-Tafel